# M6集團
M6集團（Groupe M6）是法國的一個媒體集團。該公司的核心是法國電視六台，由CLT公司成立於1987年3月。RTL集團是M6集團的最大股東。

## 外部連結
- 官方网站